# Dakotsu Iida
Pour les articles homonymes, voir Iida (homonymie).
Dakotsu Iida (飯田 蛇笏, Iida Dakotsu) (26 avril 1885, mort le 3 octobre 1962) est un poète japonais de haïku originaire de la préfecture de Yamanashi. Communément appelé Dakotsu, son vrai nom est Takeji Iida (飯田 武治, Iida Takeji). Il étudie auprès de Kyoshi Takahama et contribue fréquemment aux revues de haïku telles que Hototogisu et Unmo dont il est rédacteur en chef.
Son œuvre comprend les titres Sanro shū (1932), Reishi (1940), Shinzō (1947), Sekkyō (1951) et Kakyō no kiri (1956).